# Дуарте, Карлуш
Карлуш Домингуш Дуарте (порт. Carlos Domingos Duarte; 25 марта 1933, Нова-Лижбоа, Португальская Западная Африка — 23 августа, 2022, Леса-ду-Балиу, Португалия) — португальский футболист ангольского происхождения, нападающий. Большую часть карьеры провел в «Порту», входит в десятку лучших бомбардиров в истории клуба.

## Клубная карьера
К «Порту» присоединился в 1952 году. За клуб провёл 12 сезонов, сыграл 228 матчей и забил 98 голов. Является десятым лучшим бомбардиром клуба. В чемпионате провёл 194 игры, забив 77 мячей. В 1958 году имел возможность перейти в «Милан», но отказался. Лучшего показателя забитых голов достиг в сезоне 1958/59, наколотив 14 голов. В составе «драконов» дважды становился чемпионом Португалии и дважды обладателем Кубка Португалии. Завершил карьеру в клубе «Лейшойнш».

## Карьера в сборной
Дебютировал за национальную сборную 21 ноября 1953 года в домашнем матче со сборной Южной Африки. Единственный гол забил 7 мая 1958 года в гостевом матче со сборной Англии.

## Смерть
Умер 23 августа 2023 года. Был похоронен 24 августа в монастыре Леса-ду-Балиу.

## Достижения

### Клубные

#### «Порту»
- Чемпион Португалии (2): 1955/56, 1958/59
- Обладатель Кубка Португалии (2): 1955/56, 1957/58
- Вице-чемпион Португалии (6): 1953/54 1956/57 1961/62 1962/63 1963/64 1964/65
- Финалист Кубка Португалии: 1952/53, 1958/59, 1960/61, 1963/64